# Mayans M.C.
Mayans M.C. è una serie televisiva statunitense ideata da Kurt Sutter ed Elgin James, e trasmessa dal 2018 al 2023, per cinque stagioni, sulla rete FX.
La serie, spin-off di Sons of Anarchy, si svolge nello stesso universo della serie originaria e segue il Mayans Motorcycle Club nella città immaginaria di Santo Padre.
La prima stagione, composta da 10 episodi, viene trasmessa negli Stati Uniti su FX dal 4 settembre 2018.
In Italia, le prime tre stagioni sono state trasmesse dal 6 dicembre 2018 al 25 giugno 2021 su Fox, mentre le ultime due sono state pubblicate nel 2022 e 2023 sulla piattaforma Disney+.

## Trama
La serie è ambientata due anni e mezzo dopo gli eventi di Sons of Anarchy e si svolge a centinaia di chilometri di distanza, nella immaginaria città di frontiera tra California e Messico di Santo Padre. La serie si concentra sulle lotte di Ezekiel "EZ" Reyes, un prospect nel gruppo Mayans MC. EZ è il geniale figlio di una orgogliosa famiglia latina ed anche suo fratello Angel è un membro del chapter di Santo Padre. EZ, dopo aver ucciso un poliziotto per errore, sarà costretto a stringere un accordo con la DEA per ottenere informazioni sul cartello di Galindo, in stretta collaborazione con i "Mayans", che nel frattempo vivono una vera e propria guerra con un gruppo di ribelli denominati "Los Olvidados".

## Episodi
| Stagione         | Episodi | Prima TV USA | Prima TV Italia |
| ---------------- | ------- | ------------ | --------------- |
| Prima stagione   | 10      | 2018         | 2018            |
| Seconda stagione | 10      | 2019         | 2020            |
| Terza stagione   | 10      | 2021         | 2021            |
| Quarta stagione  | 10      | 2022         | 2022            |
| Quinta stagione  | 10      | 2023         | 2023            |

## Personaggi e interpreti

### Principali
- Ezekiel "EZ" Reyes, interpretato da J. D. Pardo, doppiato da Sacha de Toni.
- Emily Thomas, interpretata da Sarah Bolger, doppiata da Gemma Donati.
- Angel Reyes, interpretato da Clayton Cardenas, doppiato da Stefano Alessandroni.
- Obispo "Bishop" Losa, interpretato da Michael Irby, doppiato da Riccardo Scarafoni.
- Adelita, interpretata da Carla Baratta, doppiata da Alessia Amendola.
- Johnny “Coco” Cruz, interpretato da Richard Cabral, doppiato da Emanuele Ruzza.
- Che "Taza" Romero, interpretato da Raoul Trujillo, doppiato da Ennio Coltorti.
- Michael "Riz" Ariza, interpretato da Antonio Jaramillo, doppiato da Roberto Certomà.
- Miguel Galindo, interpretato da Danny Pino, doppiato da Raffaele Carpentieri.
- Marcus Alvarez, interpretato da Emilio Rivera
- Felipe Reyes, interpretato da Edward James Olmos, doppiato da Pino Ammendola.

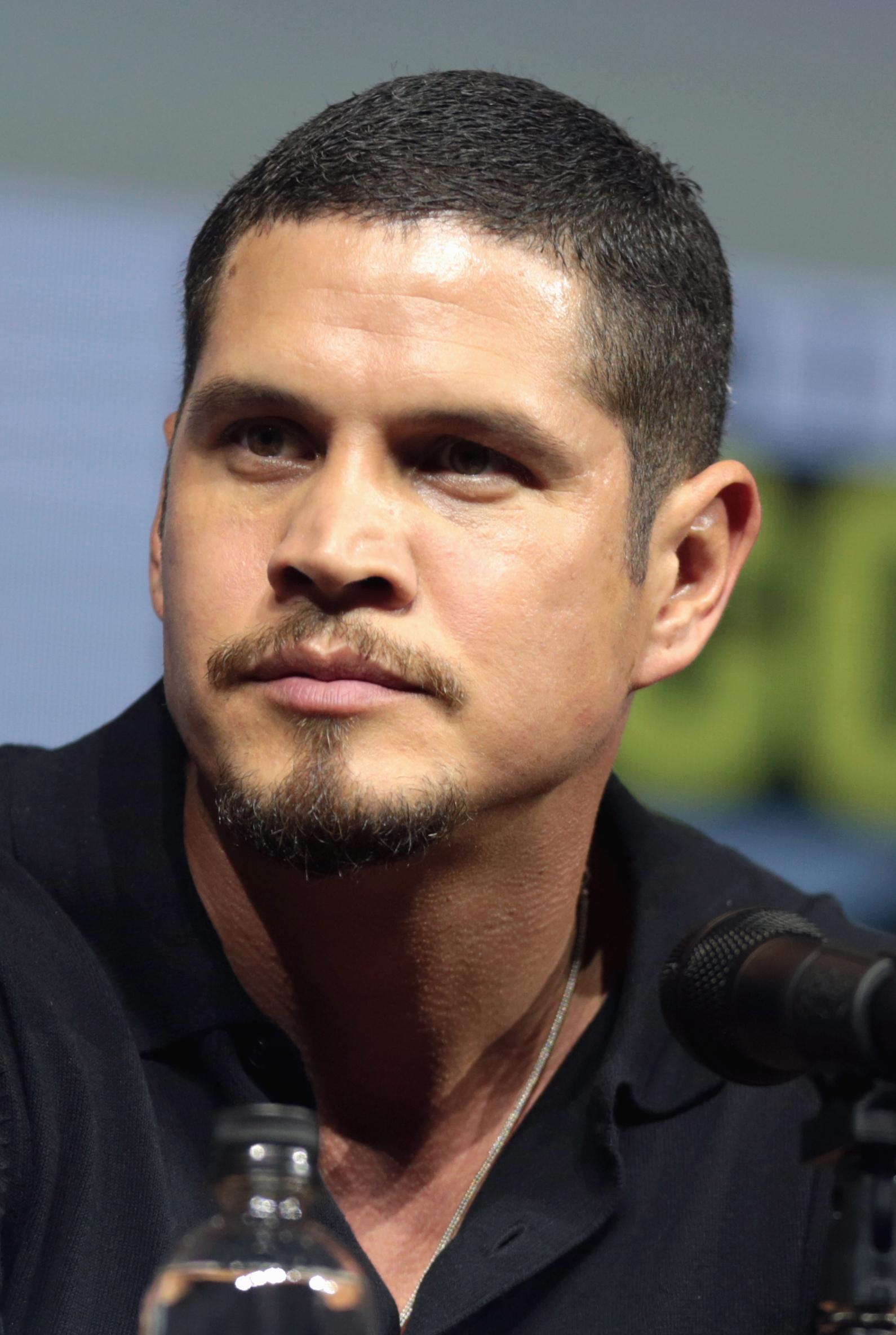
J. D. Pardo interpreta Ezekiel "EZ" Reyes
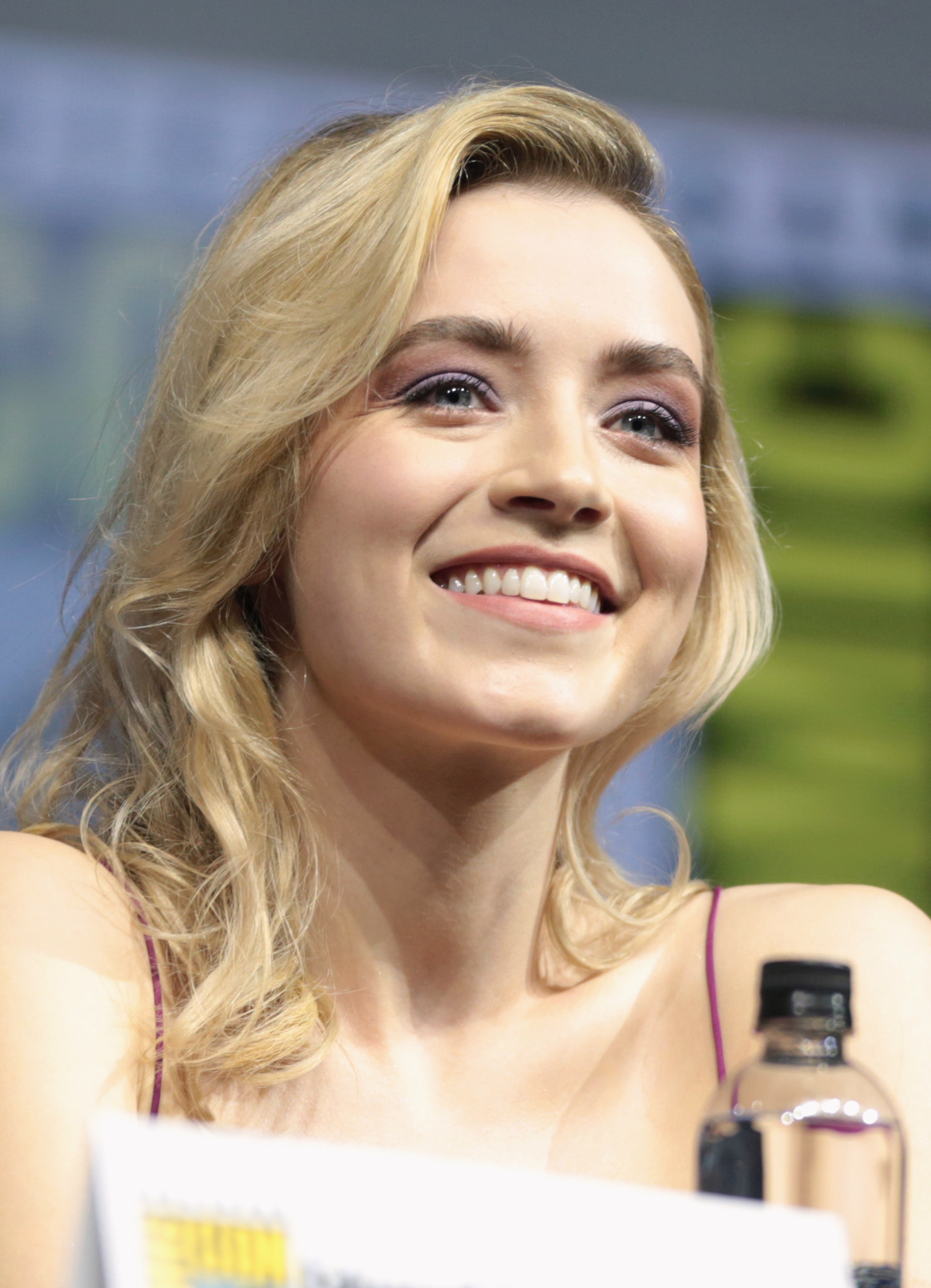
Sarah Bolger interpreta Emily
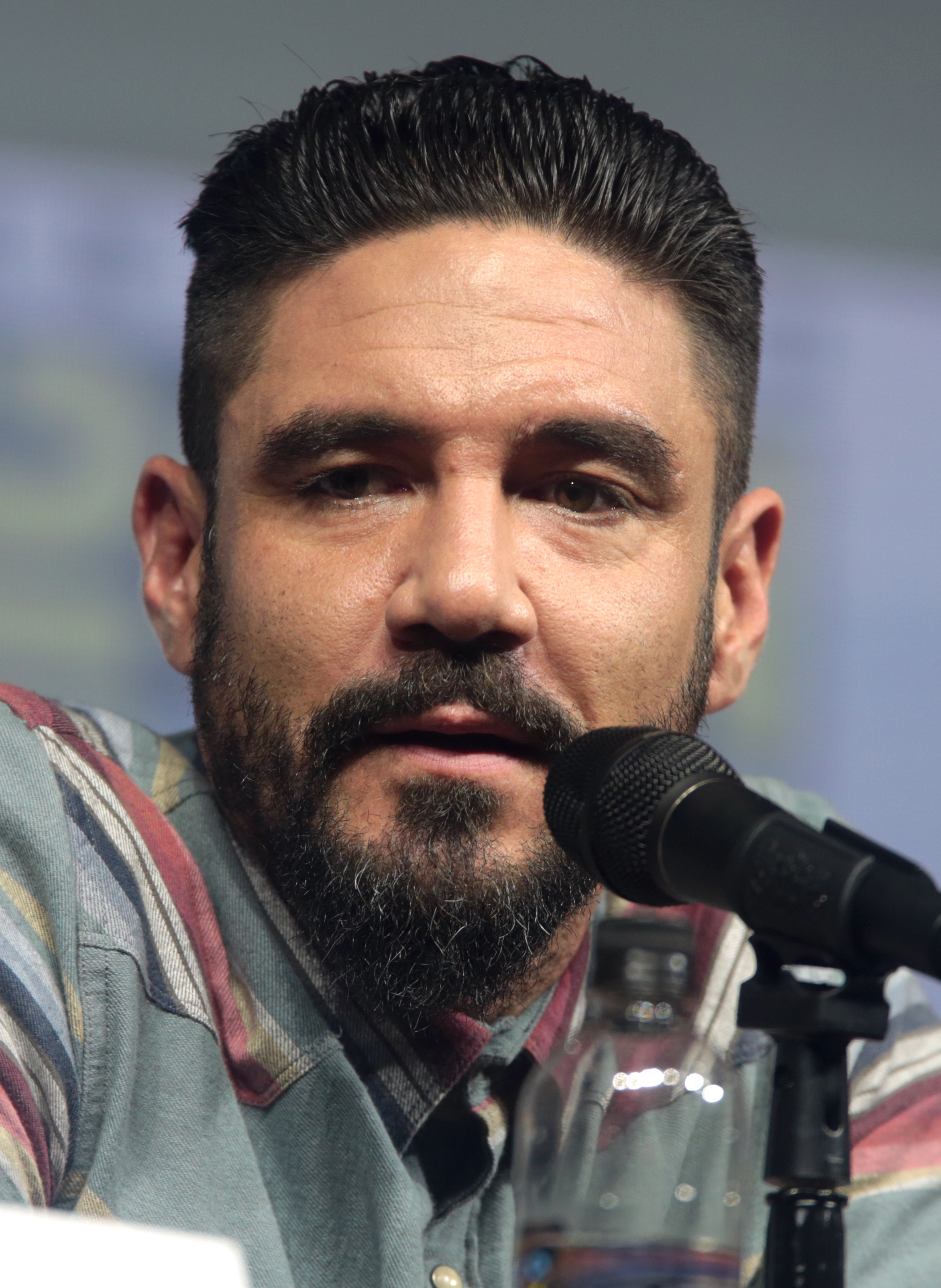
Clayton Cardenas interpreta Angel Reyes
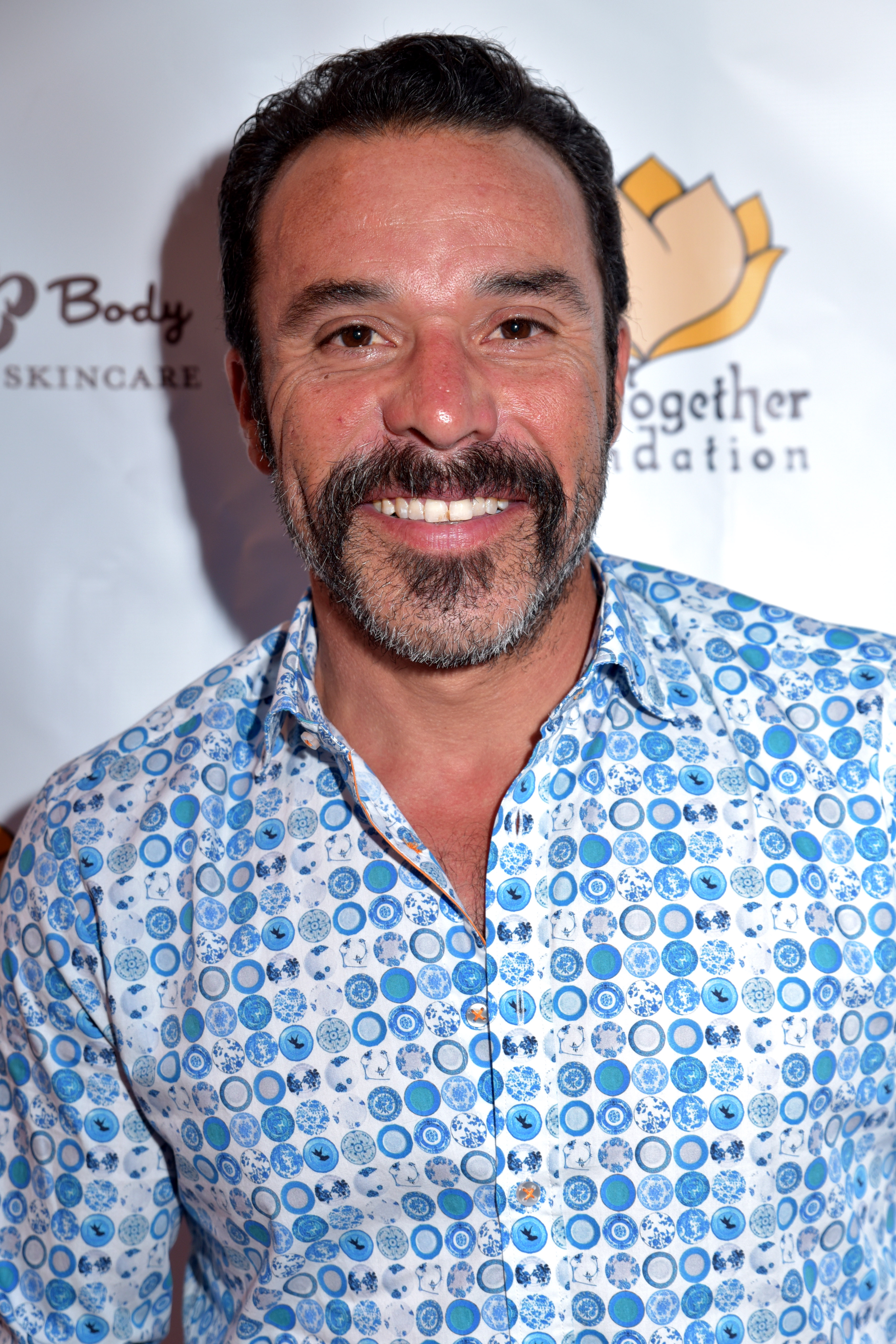
Michael Irby interpreta Obispo "Bishop" Losa
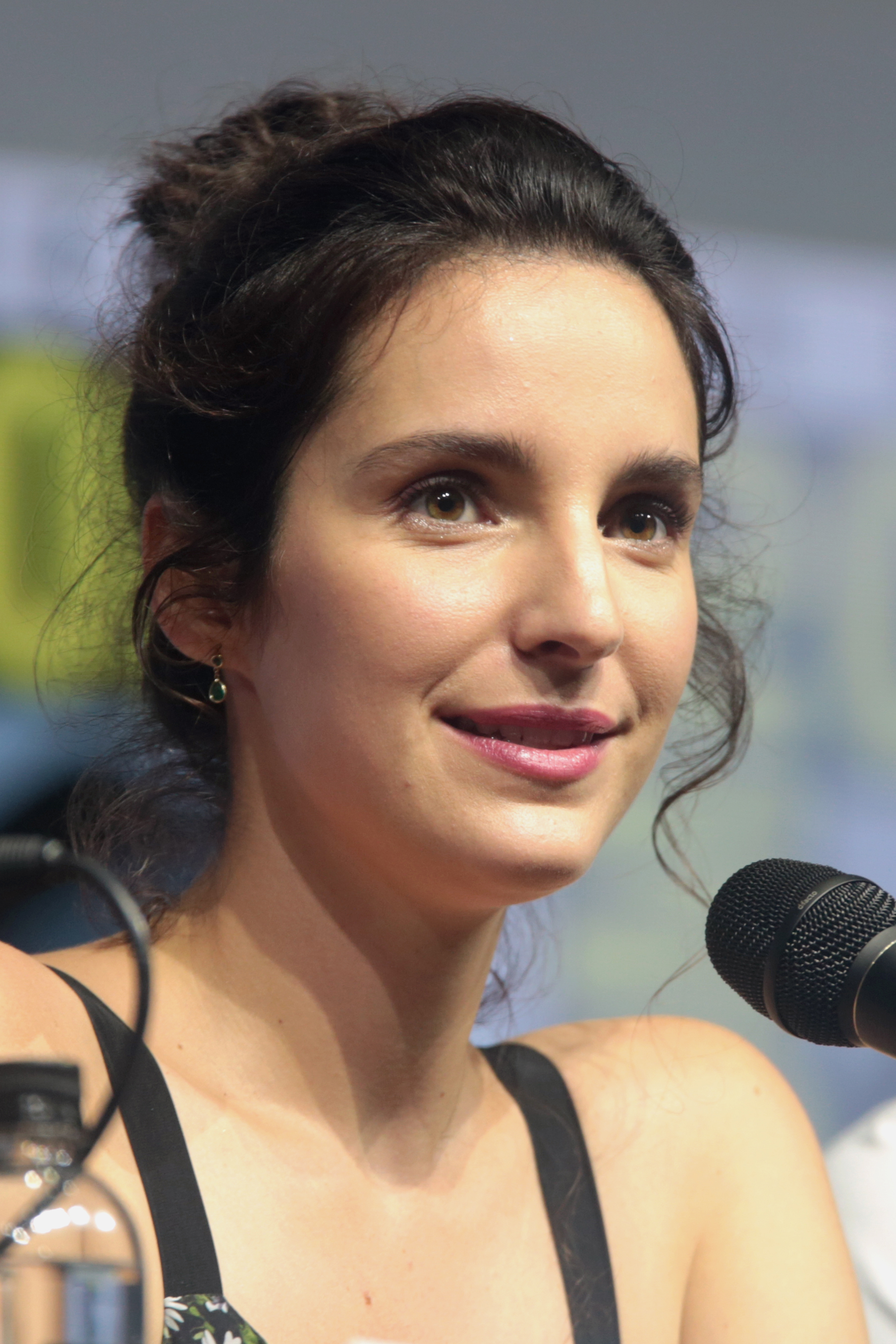
Carla Baratta interpreta Adelita
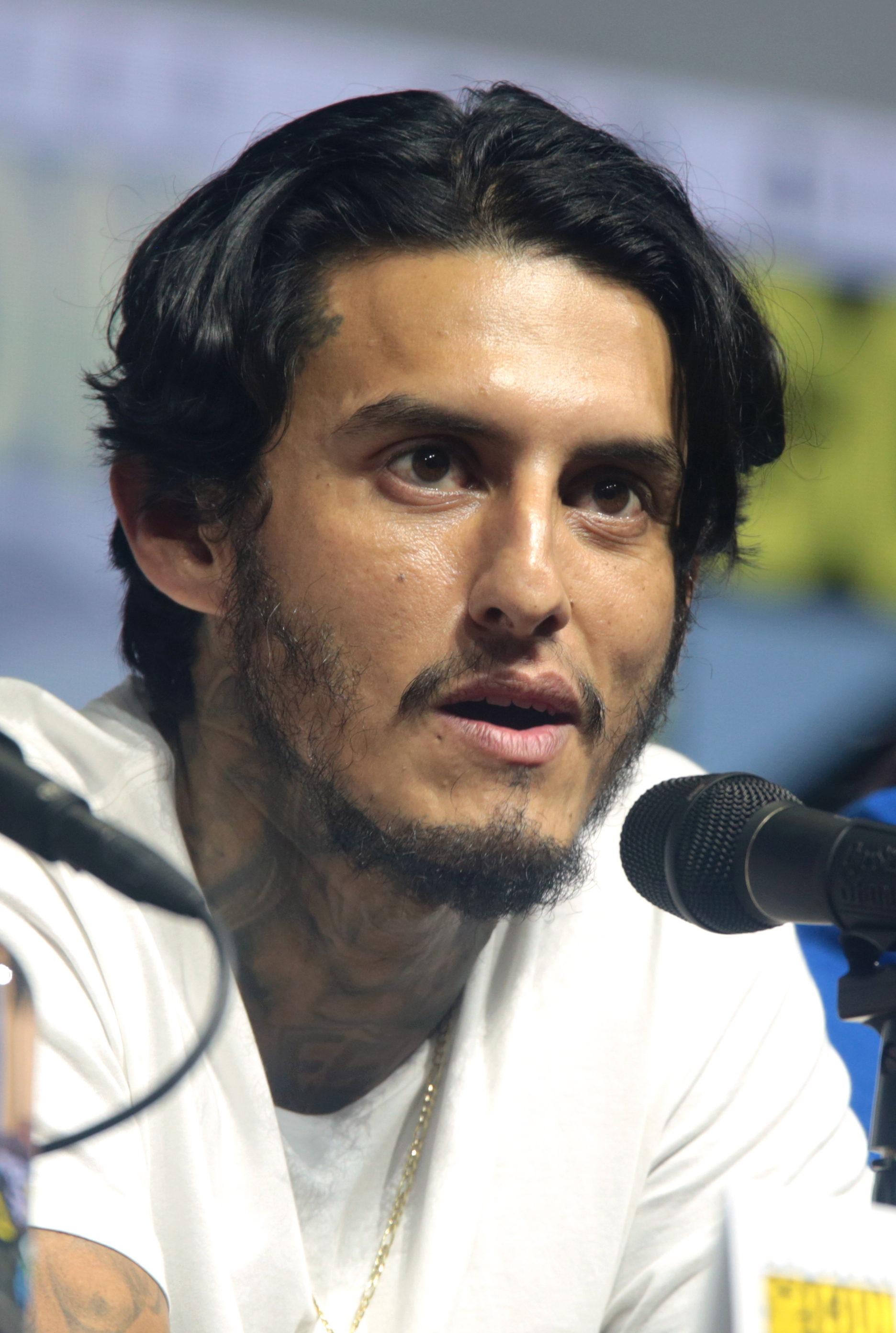
Richard Cabral interpreta Johnny “El Coco” Cruz
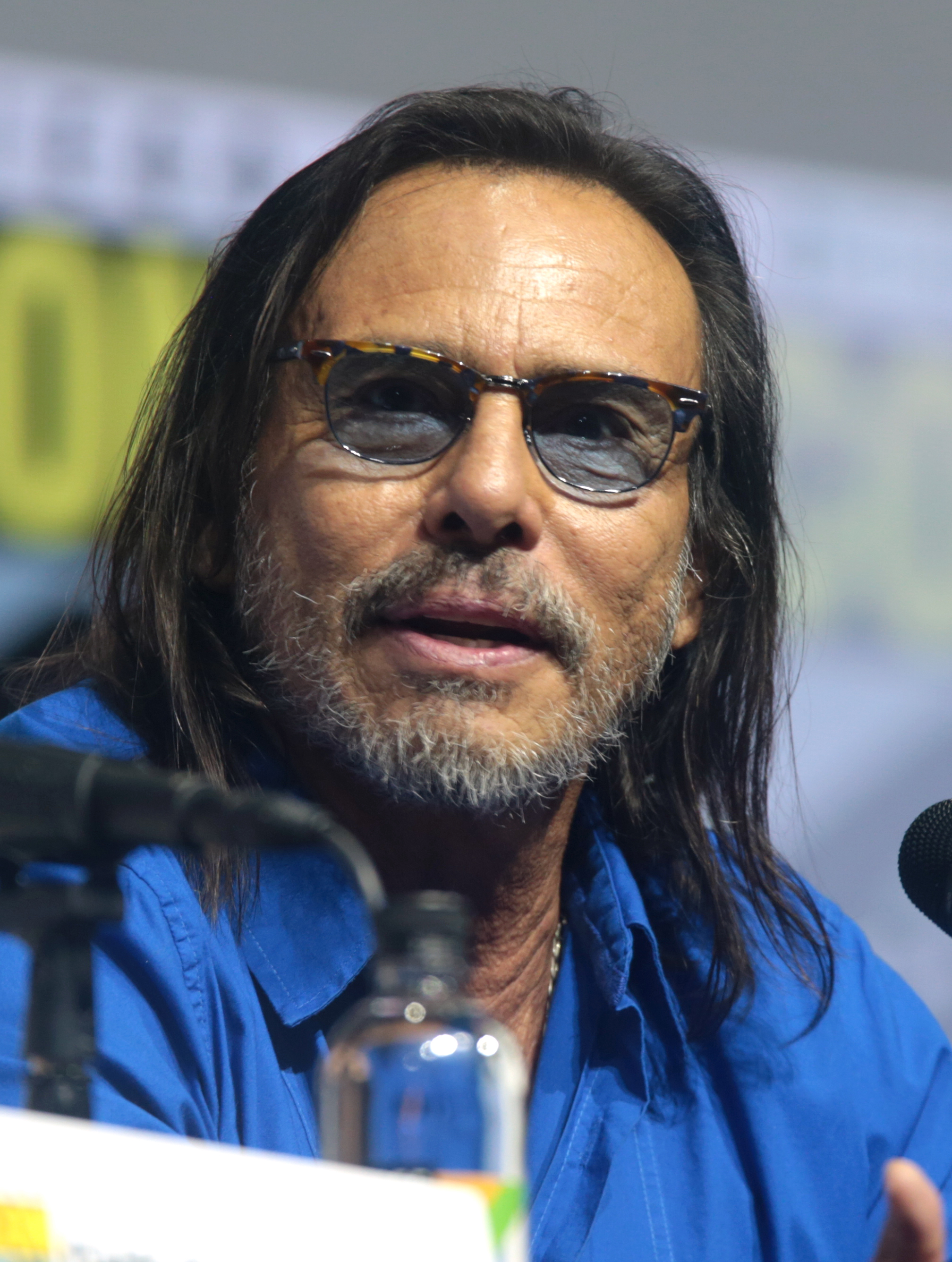
Raoul Trujillo interpreta Che "Taza" Romero
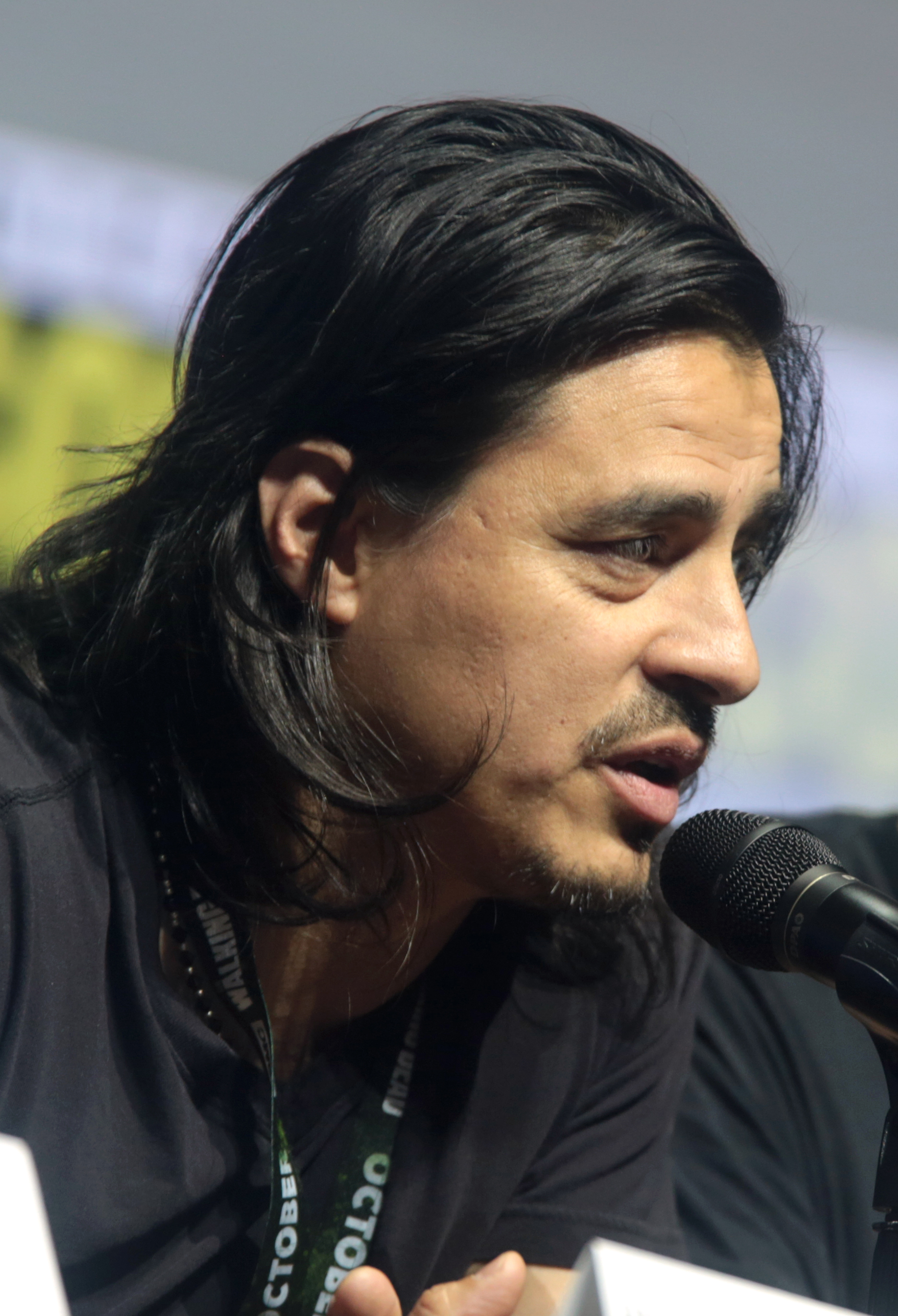
Antonio Jaramillo interpreta Michael "Riz" Ariza
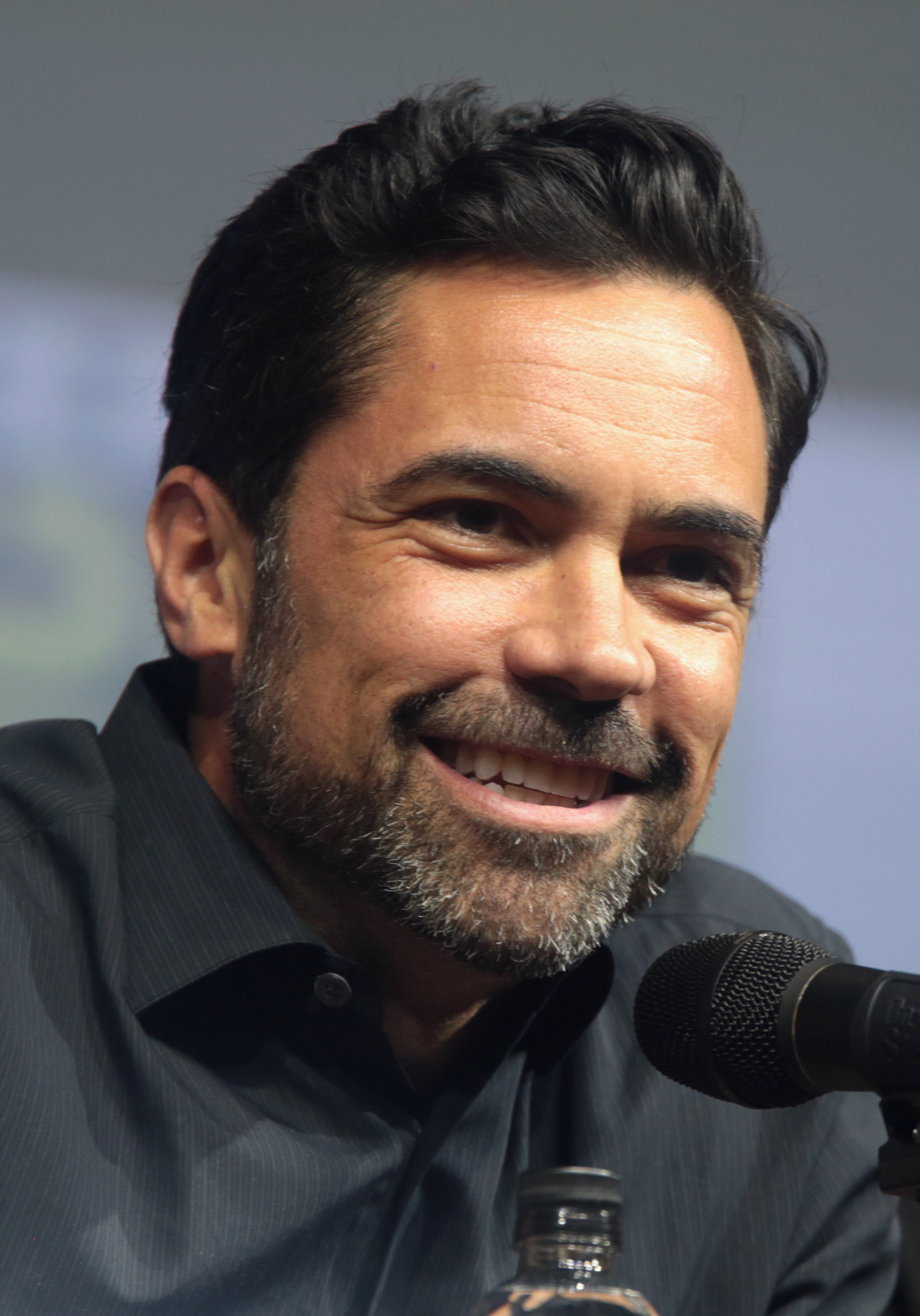
Danny Pino interpreta Miguel Galindo
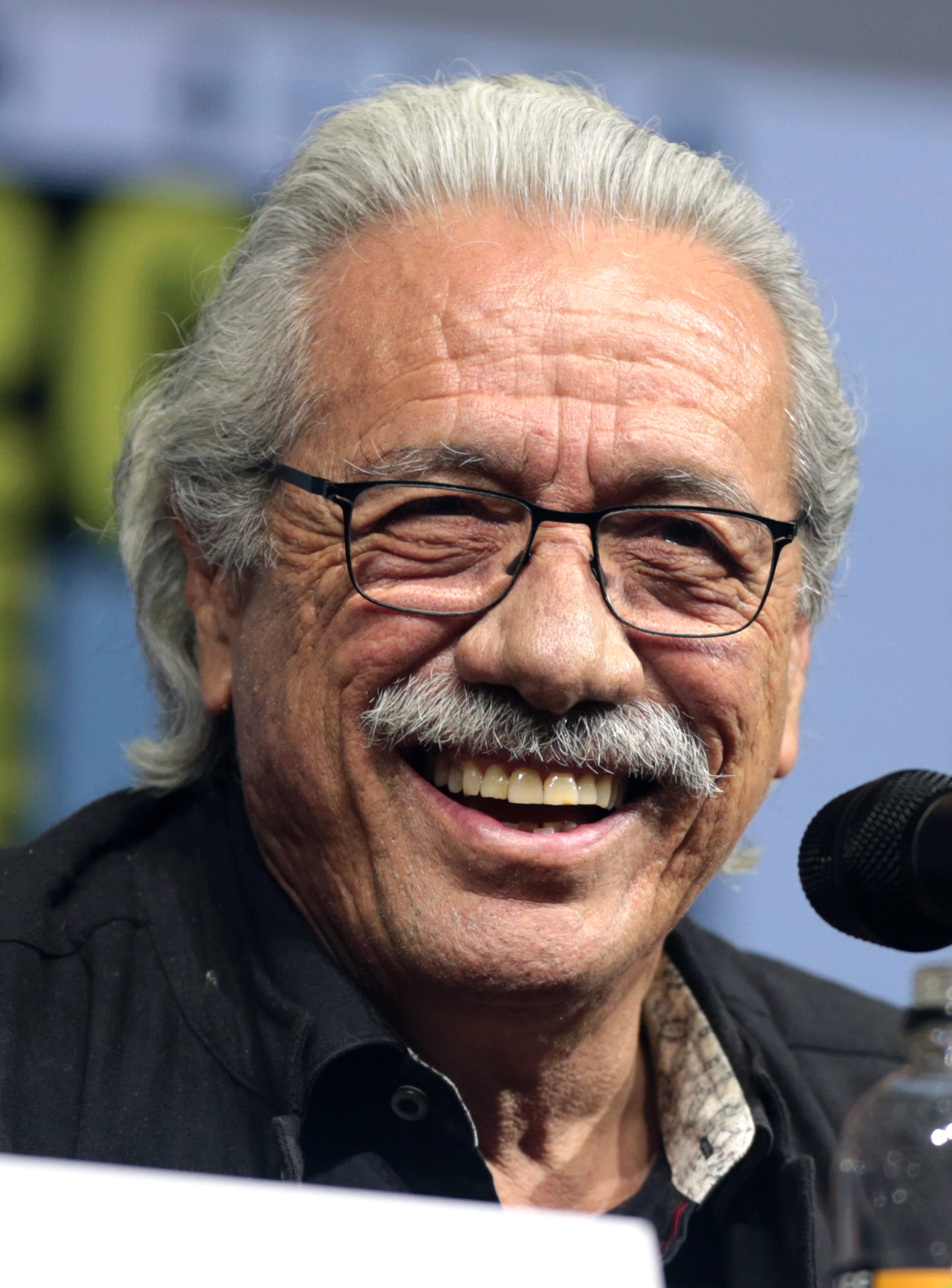
Edward James Olmos interpreta Felipe Reyes

### Ricorrenti
- Anna Linares, interpretata da Efrat Dor e doppiata da Lilli Manzini
- Gilberto "Gilly" Lopez, interpretato da Vincent Vargas
- Hank "El Tranq" Loza, interpretato da Frankie Loyal Delgado
- Kevin Jimenez, interpretato da Maurice Compte
- Devante, interpretato da Tony Plana
- Nestor Oceteva, interpretato da Gino Vento, doppiato da Simone Crisari.
- Dita Galindo, interpretata da Ada Maris
- Antonia Pena, interpretata da Alexandra Barreto
- Neron "Creeper" Vargas, interpretato da Joseph Raymond Lucero, doppiato da Alessandro Messina
- Chuck "Chucky" Marstein, interpretato da Michael Ornstein
- Celia, interpretata da Ada Luz Pla
- Leticia Cruz, interpretata da Emily Tosta, doppiata da Letizia Ciampa.
- Downer, interpretato da Angel Oquendo, doppiato da Manfredi Aliquò.
- Ufficiale Franky Rogan, interpretato da Edwin Hodge
- Lincoln 'Linc' James Potter, interpretato da Ray McKinnon
- Johnny Panic, interpretato da Caitlin Stasey, doppiato da Flavia Altomonte.

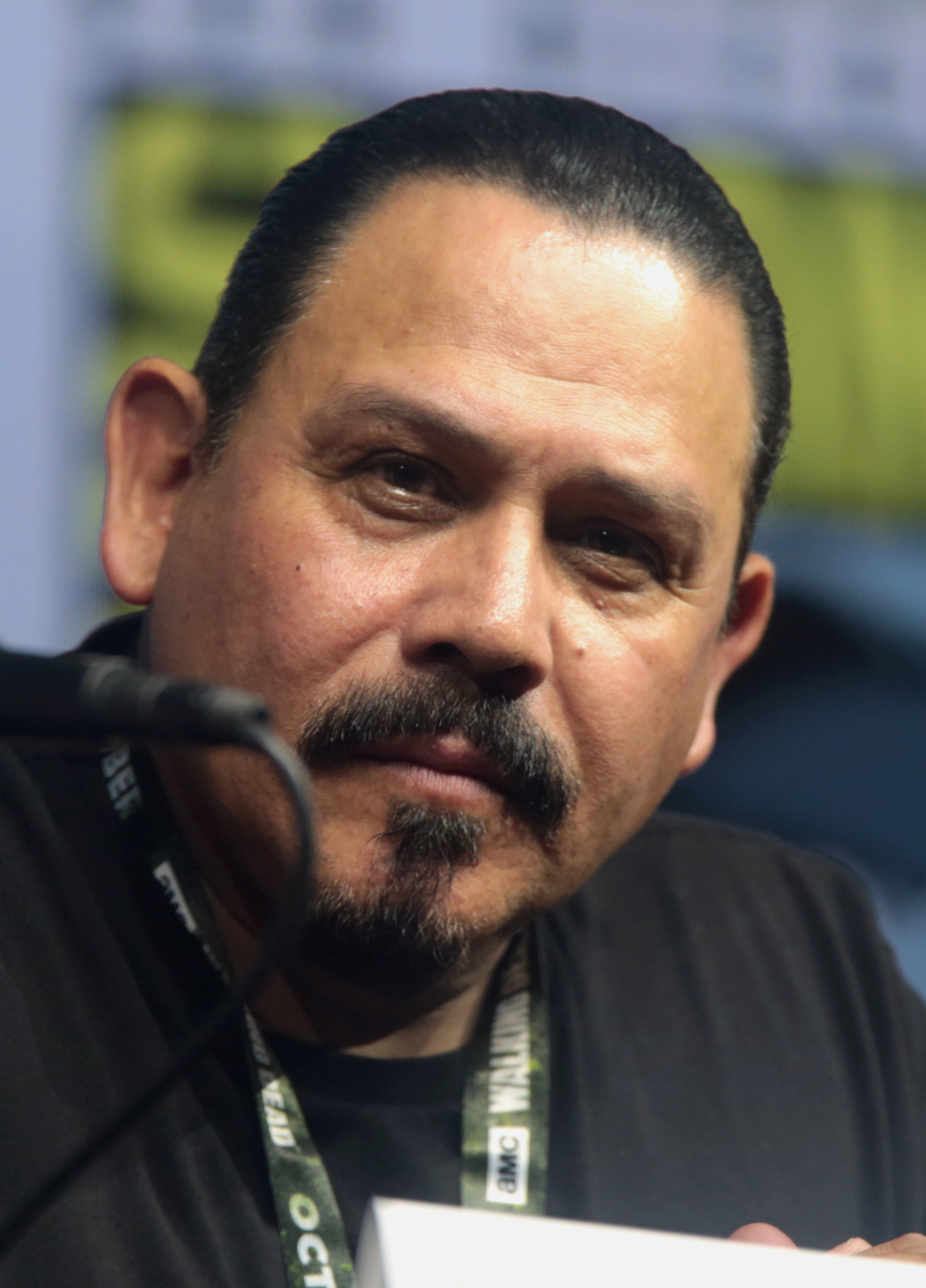
Emilio Rivera interpreta Marcus Alvarez
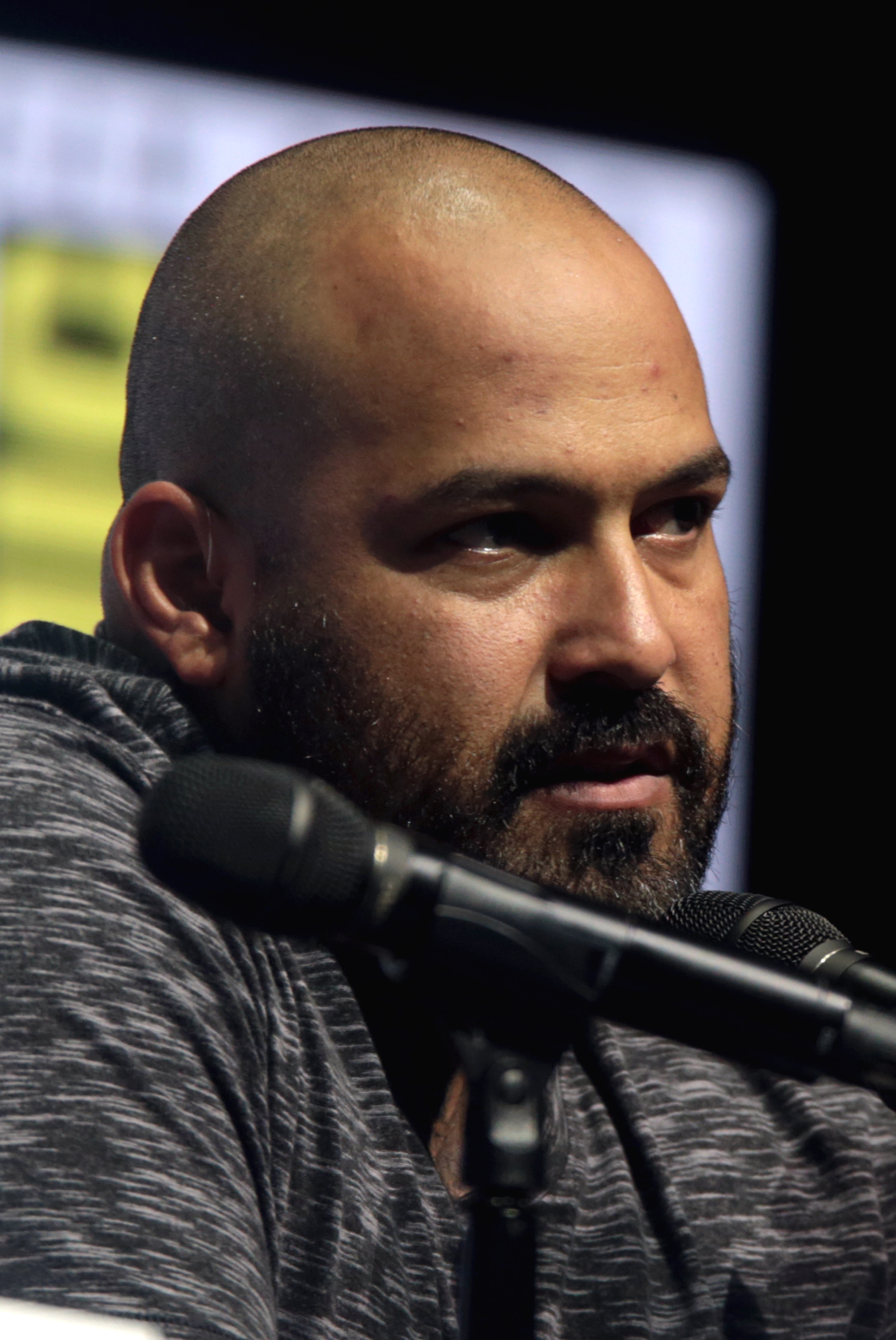
Vincent Vargas interpreta Gilberto "Gilly" Lopez
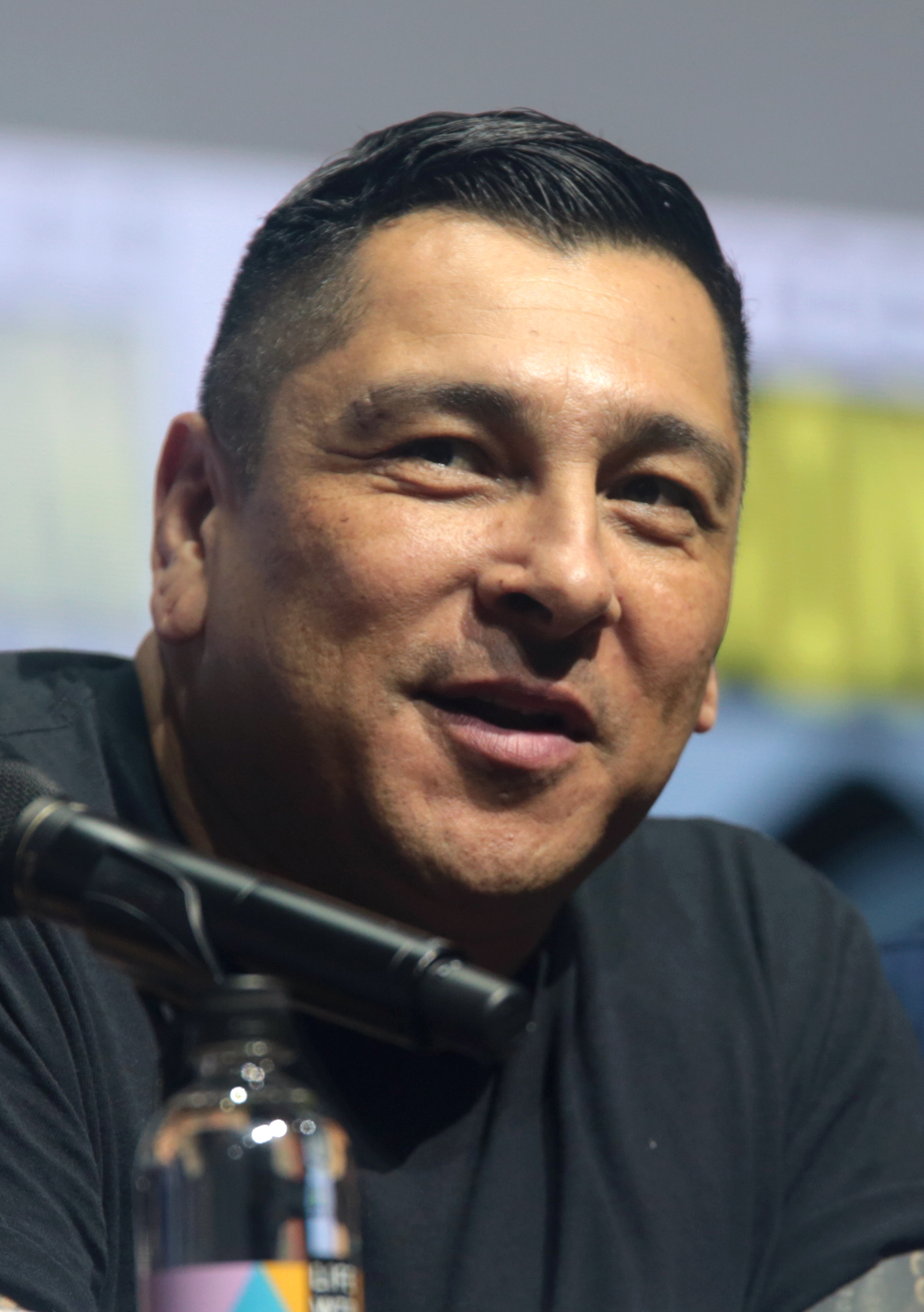
Frankie Loyal Delgado interpreta Hank "El Tranq" Loza
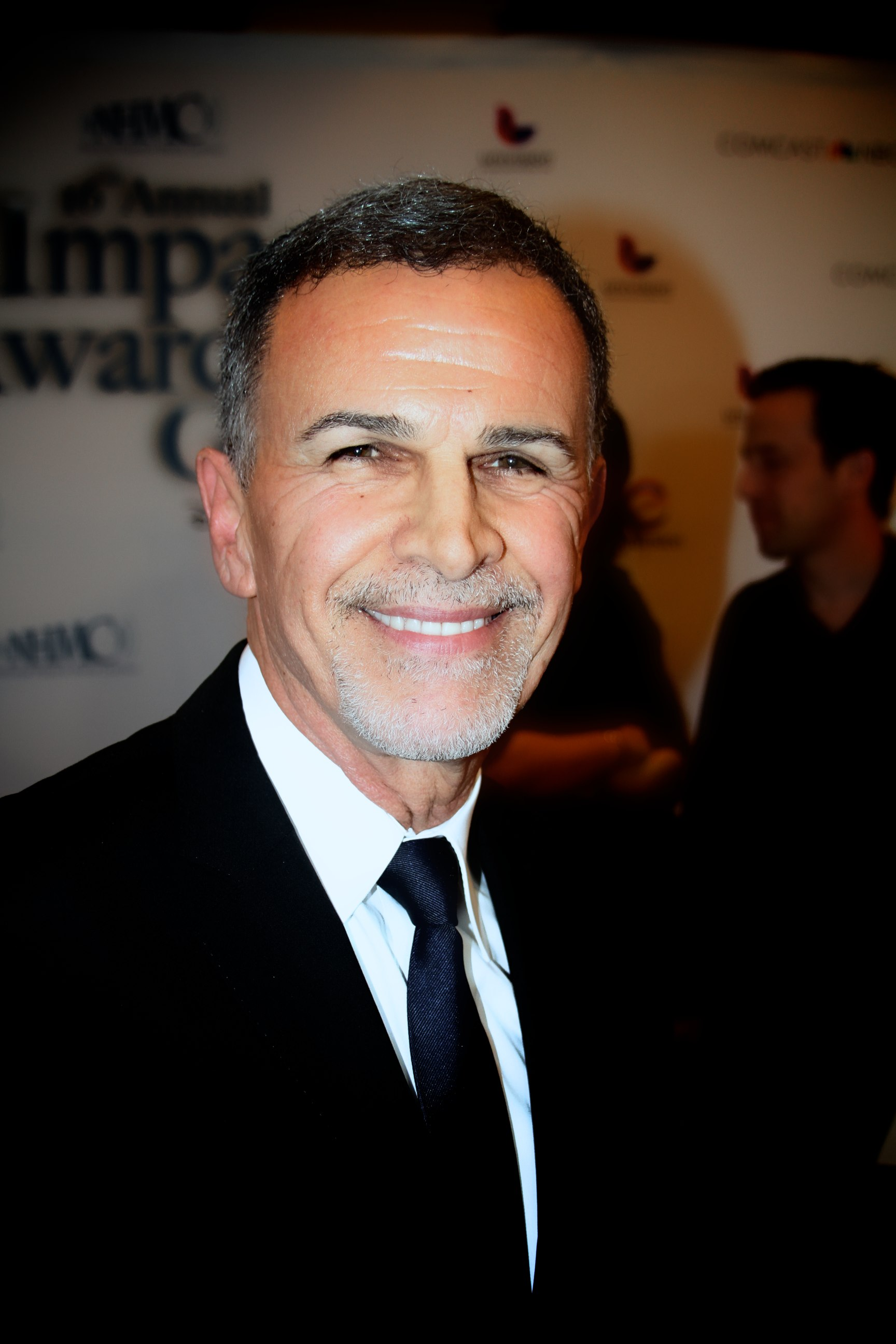
Tony Plana interpreta Devante
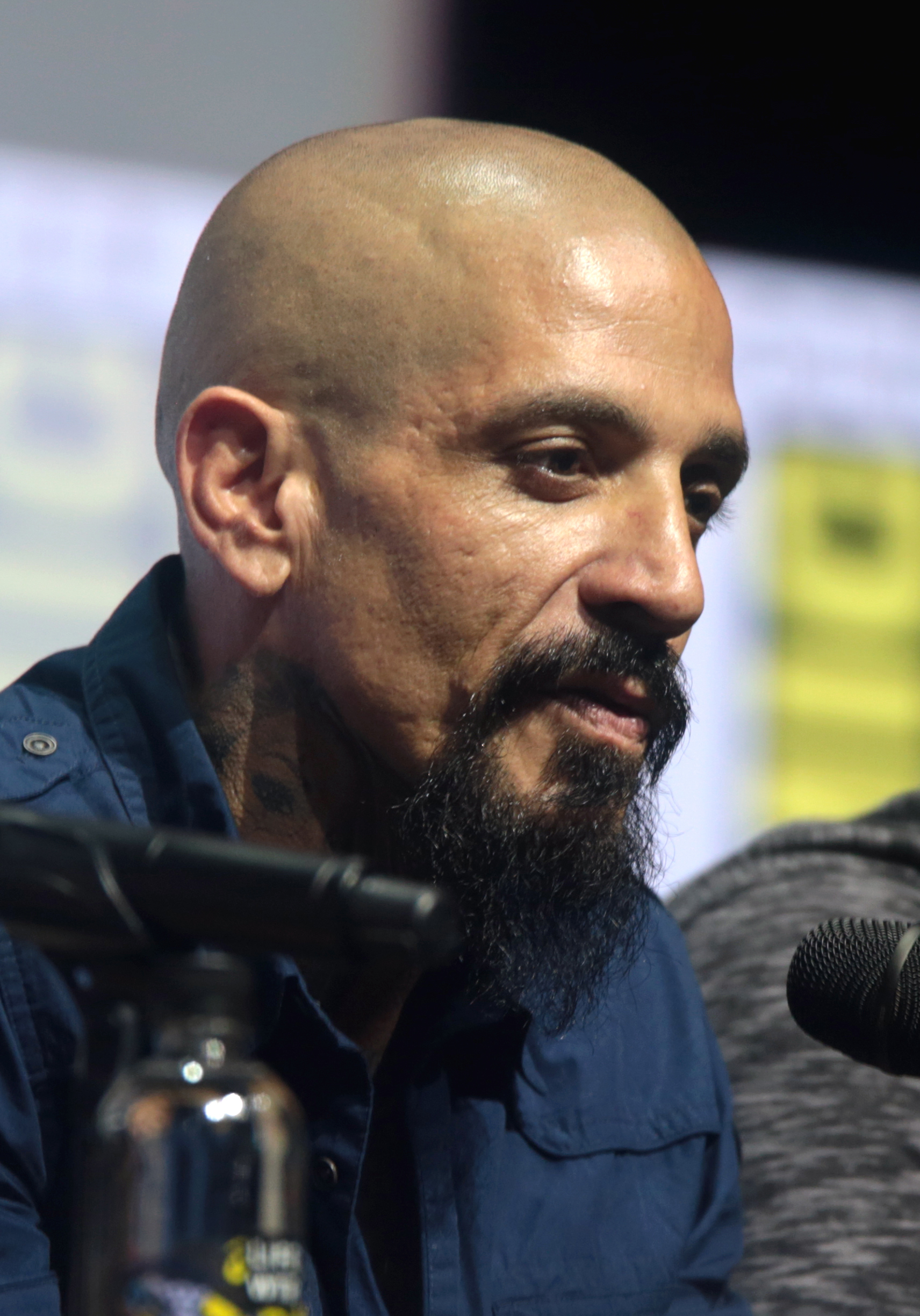
Joseph Raymond Lucero interpreta Neron "Creeper" Vargas
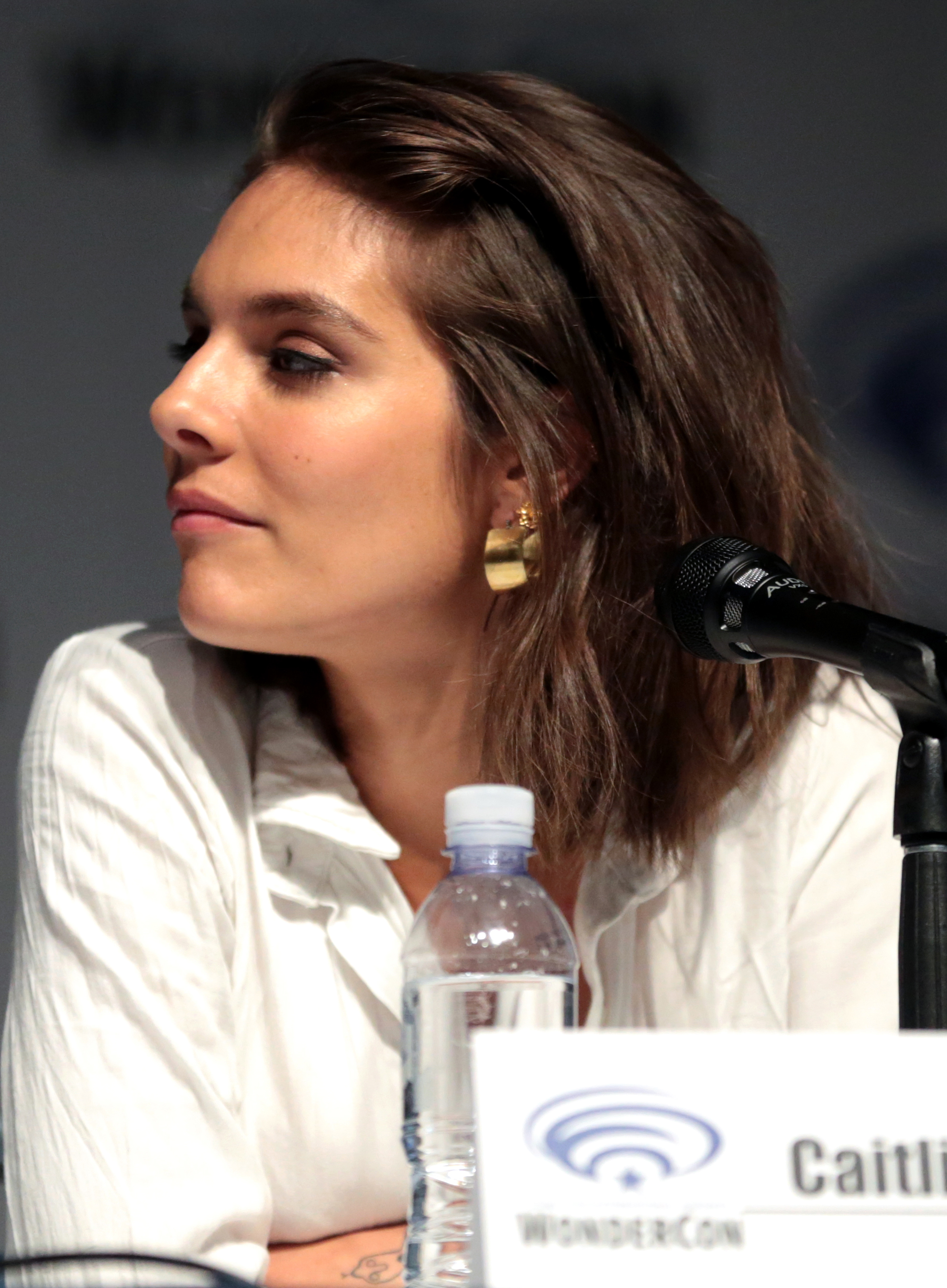
Caitlin Stasey interpreta Johnny Panic

## Produzione

### Sviluppo

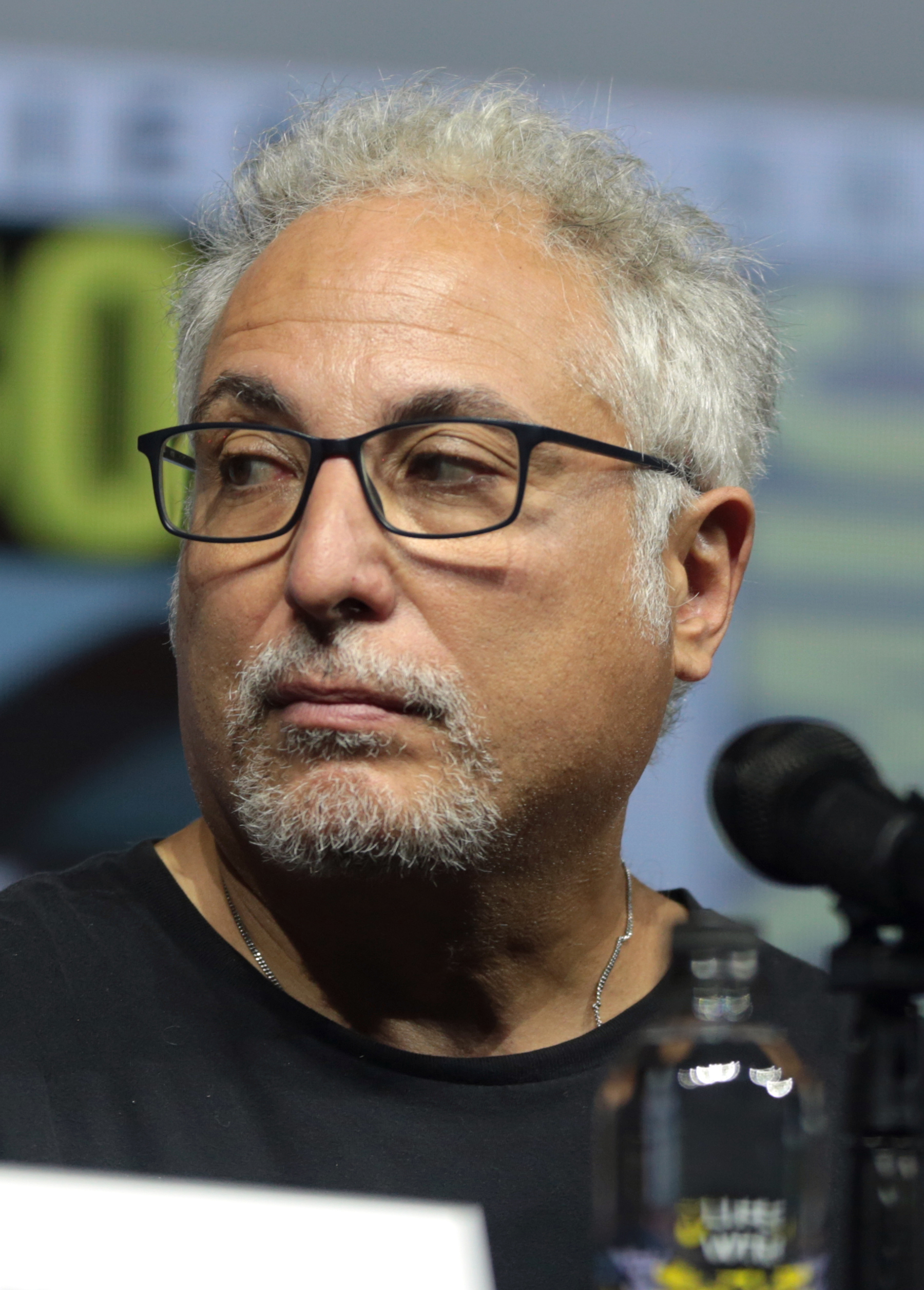
Norberto Barba ha diretto l'episodio pilota, sostituendo Kurt Sutter, ed è anche il produttore della serie.

L'11 maggio 2016, venne annunciato che FX aveva iniziato lo sviluppo della sceneggiatura per uno spin-off di Sons of Anarchy, trasmessa dal 2008 al 2014.
Il 1º dicembre 2016, viene ordinato l'episodio pilota diretto dall'ideatore della serie, Kurt Sutter.
Il 5 luglio 2017, venne annunciato che Norberto Barba avrebbe diretto l'episodio al posto di Sutter, che voleva dedicarsi solamente alla sceneggiatura dell'episodio.
Il 5 gennaio 2018, FX annunciò al tour di stampa invernale annuale della Television Critics Association, che aveva dato alla produzione un ordine di serie per una prima stagione composta da 10 episodi. Il 28 giugno 2018, venne annunciato che la serie sarebbe andata in onda dal 4 settembre dello stesso anno.
Nell'ottobre 2018 viene ufficialmente confermato l'ok da parte della FX alla produzione di una seconda stagione per l'anno successivo.
Il giorno della messa in onda della puntata finale della seconda stagione, la FX annuncia la produzione di una terza stagione da girare nel 2020.
FX Networks ha rinnovato lo spinoff di Sons of Anarchy per una quarta stagione, che negli USA andrà in onda nel 2022. La notizia arriva una settimana prima del finale della terza stagione dello show, previsto per l’11 maggio.
Visto il successo dello show, la rete ha confermato anche la produzione di una quinta e ultima stagione, che verrà messa in onda, molto probabilmente, nel 2023.

### Casting
Il primo ad unirsi al cast fu Emilio Rivera che aveva già interpretato il ruolo di Marcus Álvarez nella serie originaria. Nel febbraio 2017, venne annunciato che Edward James Olmos, John Ortiz, J. D. Pardo e Antonio Jaramillo erano stati ingaggiati per recitare nell'episodio pilota. Il mese dopo si unirono anche Richard Cabral, Sarah Bolger, Jacqueline Obradors e Andrea Londo. Il 25 aprile 2017, Carla Baratta sostituì Andrea Londo nel ruolo di Adelita, nello stesso giorno entrò anche Maurice Compte. Il 1º maggio entrò anche Efrat Dor, seguita nel mese di ottobre da Danny Pino, Vincent "Rocco" Vargas, Michael Irby e Raoul Trujillo. Nell'aprile del 2018, invece si unirono Gino Vento e Tony Plana. Il 22 luglio 2018, Sutter rivelò in un'intervista a Deadline Hollywood che Ortiz e il suo personaggio erano stati sostituiti da Irby e dal suo personaggio durante le riprese dell'episodio pilota.

### Riprese
Le riprese dell'episodio pilota sarebbero dovute iniziare nel marzo del 2017. Nel mese di luglio, venne annunciato che le riprese sarebbero iniziate verso la fine dell'estate 2017. Questi reshoots sono iniziati durante la settimana del 23 ottobre 2017 a Los Angeles.

## Promozione

### Marketing
L'8 marzo 2018 è stato pubblicato il primo teaser trailer della serie, seguito il 19 luglio 2018, dal trailer ufficiale.

### Premiere
L'8 giugno 2018, la serie ha tenuto una prima mondiale ufficiale in anteprima all'ATX Television Festival di Austin, in Texas. Questa è stata seguita da una proiezione di una clip esclusiva dello show e da un pannello di domande e risposte al Paramount Theatre con ospiti tra cui i produttori Sutter, James e Barba e membri del cast come J. D. Pardo, Clayton Cardenas, Sarah Bolger, Carla Baratta, Richard Cabral, Antonio Jaramillo, Emilio Rivera, Danny Pino, Michael Irby, Vincent "Rocco" Vargas, Raoul Trujillo e Frankie Loyal.
Il 22 luglio 2018, la serie ha tenuto una giuria al San Diego Comic-Con International nel padiglione H del San Diego Convention Center a San Diego, in California. Il panel è stato moderato da Lynnette Rice di Entertainment Weekly, con gli ideatori della serie Sutter e James e J.D. Pardo. Il pannello includeva anche uno screening dei primi tredici minuti dell'episodio pilota.

## Distribuzione
La serie è trasmessa in prima visione negli Stati Uniti su FX il 4 settembre 2018. In Italia, va in onda dal 6 dicembre 2018 su Fox.

## Accoglienza
Su Rotten Tomatoes ha un indice di gradimento del 67% con un voto medio di 6,25 su 10, basato su 27 recensioni. Il commento del sito recita: "Mayans M.C. è un dramma emozionante con personaggi avvincenti, ma fatica a trovare il suo ritmo e i Teller sono difficili da dimenticare". Su Metacritic ha un punteggio di 57 su 100, basato su 19 recensioni.
Per Kristen Baldwin di Entertainment Weekly: "I Mayans beneficiano del loro materiale di partenza e per i fan di Sons of Anarchy si adatta come un kutte ben indossato".
Anche Bruce Miller del Sioux City Journal è stato positivo scrivendo: "Mentre Pardo è una super-esca nel mondo dei Mayans, sono i personaggi marginali che ci fanno desiderare di vedere di più... I fan di "Sons" vedranno questo come un giro simile, solo con una marcia diversa. Resta da vedere dove sono le buche e gli speedpad. Per ora, però, la strada è aperta. Mayans MC sembra essere sulla buona strada e pronto per una lunga, lunga corsa".
Secondo Matt Zoller Selts del New York Magazine invece: "Una volta che hai superato tutti gli elementi familiari, Mayans MC si trasforma in uno spettacolo con la sua personalità e concentrazione, sebbene non sia affatto eccezionale... Alla fine, il problema più grande è che l'universo creato qui da Sutter e James sembra più il prodotto della ricerca più i voli di fantasia che di un bisogno ardente di comunicare l'esperienza vissuta".
Per Zach Handlen di Variety invece: "I Mayans sono una visione facile per tutti coloro che sentono la mancanza della serie originaria, un mix particolare di umorismo ampio, grandi emozioni e improvvisi esplosioni di armi da fuoco. Ma lo spettacolo non ha ancora molto da offrire oltre la nostalgia e il fascino antico".